# Mahovnjaci
Mahovnjaci (Bryozoa, ponekad i Ectoprocta) su mnogostaničari koji žive u vodi. Zbog svoje mikroskopske veličine, vrlo je teško u prirodi primijetiti pojedinačnu životinju, ali je zato lako vidjeti koloniju mahovnjaka kao površinsku strukturu na, primjerice, naplavljenim algama. Žive u morskoj i u slatkoj vodi. Danas je poznato ukupno oko 4.000 vrsta.
Mahovnjaci su dio natkoljena Lophotrochozoa, jedne velike skupine Protostomia. Točan srodnički odnos s ostalim koljenima iz ove skupine nije još sasvim jasan.  
Ove životinje uglavnom tvore kolonije od više jedinki. Jedinka se sastoji od mekog tijela i čvrste, zaštitne ljušture, vanjskog kostura. Meki dio sastoji se od prednjeg, slobodno pokretnog dijela (polypid) i stražnjeg dijela (cistyd) u koji, pomoću povlačnog mišića, prednji dio može biti potpuno uvučen. Probavni sustav im se sastoji od usta, srednjeg i završnog crijeva i analnog otvora. Pri tome, analni otvor nije na kraju tijela, nego na kraju crijeva u obliku slova U izlazi iz tijela pored usta, ali izvan vijenca pipala oko usta. Crijevni kanali jedinki nisu povezani, kao što je slučaj kod kolonija žarnjaka. 
Unutar kolonije dolazi do određene podjele "posla". Snažno zakržljale jedinke tvore "stapke", "vitice" ili "korjenaste niti". Druge jedinke tvore spolne organe ili "dojilje", dok treće sprečavaju prihvaćanje stranih organizama za koloniju. Specijalizirane jedinke imaju zakržljala kako pipala, tako i probavni trakt.

## Razmnožavanje i razvoj
Životinje se razmnožavaju i spolno i bespolno. Kao rezultat spolnog razmnožavanja, pojavljuju se dva tipa larvi: planktotrofna larva je primitivniji oblik, i tjednima ili čak mjesecima se hrani kao plankton djelićima hrane. Lecitotrofna larva se nakon par sati prihvaća trbušnom stranom (ventralno) za podlogu, i prolazi metamorfozu. Tako se razvije jedna do šest jedinki, koje tako stvaraju začetak kolonije. Nakon toga slijedi bespolno razmnožavanje kojom kolonija dalje raste.
Bespolno razmnožavanje odvija se pupanjem, slično kao kod biljki. Tako mogu nastati vrlo velike kolonije. Jedinke koje nastaju na ovaj način su klonovi, genetički identične jedinke larve koja je zasnovala koloniju.

## Gospodarsko značenje
Više od 125 vrsta svojim snažnim rastom uzrokuju štete odnosno troškove održavanja brodova, lučkim postrojenjima i vodnogospodarskim objektima.
S druge strane, mahovnjaci "proizvode" kemijske tvari čije djelovanje je predmet medicinskih istraživanja. Između ostalih, Bryostatin 1 bi možda mogao biti lijek protiv raka.

## Vanjske poveznice
- Recent and Fossil Bryozoa Banka podataka o Bryozoama (engleski)
- IBA, International Bryozoology Association Internacionalno društvo za Bryozoologiju (engleski)
- Glossary Pojmovi vezani za Bryozoe (engleski)
- University of California Museum of Paleontology - Introduction to the Bryozoa Općeniti uvod s podacima o gospodarskom značenju (engleski)